# Alberto Dalbes

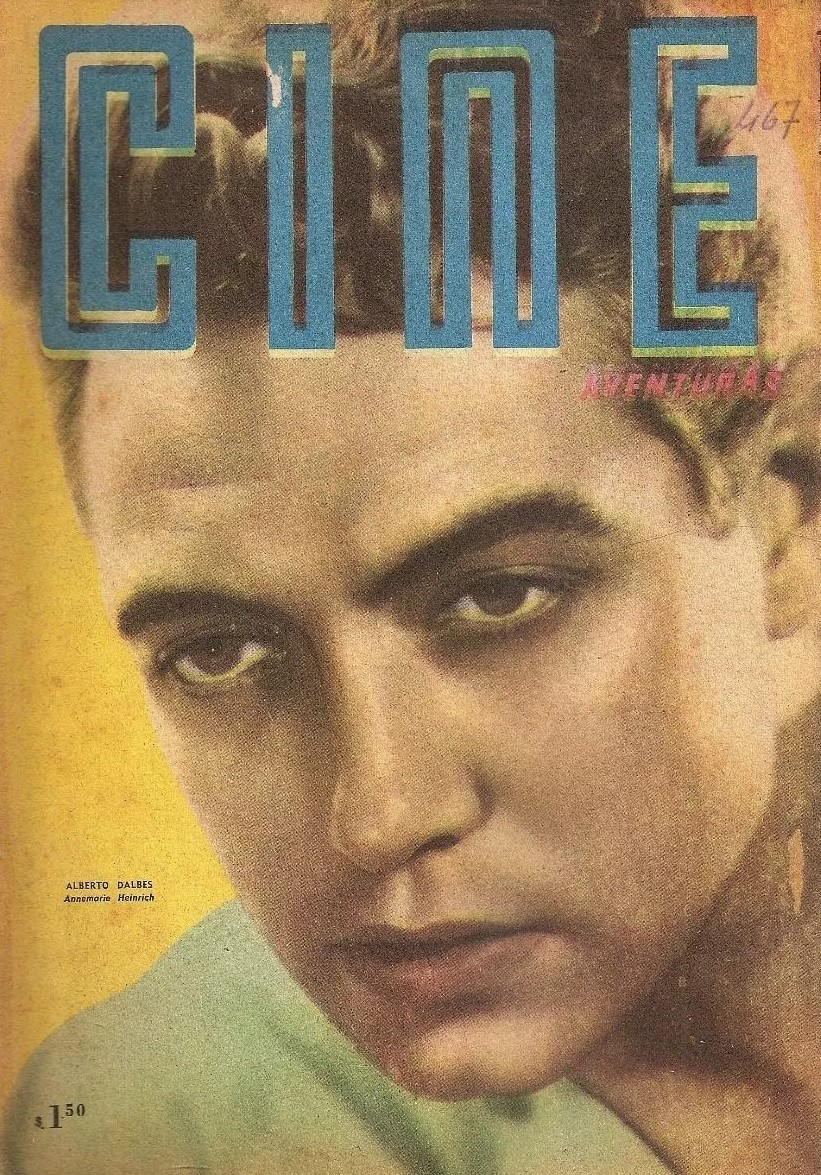
Alberto Dalbes, photographie d'Annemarie Heinrich publiée en couverture du numéro 467 du magazine argentin Cine Aventuras (octobre 1955).

Francisco Eduardo Eyras Martínez, connu sous le nom de scène Alberto Dalbes, est un acteur argentin, né en 1922 à Rosario en Argentine et mort en 1983 à Madrid en Espagne.

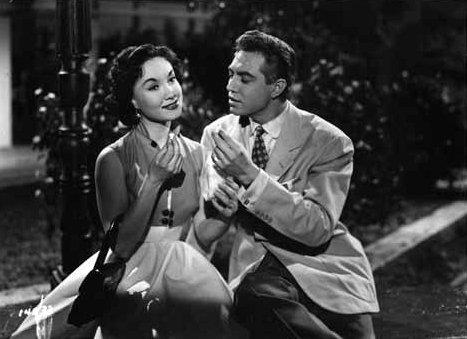
Lolita Torres et Alberto Dalbes dans La edad del amor (Julio Saraceni, 1954).

Dans les pays non hispanophones, il est connu pour avoir joué, entre 1963 et 1978, dans des coproductions européennes (films d'espionnage, d'horreur, policier, westerns, gialli...) et dans dix films réalisés par Jess Franco. Avant de s'installer en Espagne, il avait joué dans une quinzaine de films (pour la plupart non distribués en France) grâce auxquels il s'était fait remarquer du public argentin.

## Biographie
Venu à Buenos Aires pour suivre des études de lettres et de philosophie, Alberto Dalbes rejoint les compagnies théâtrales de Paulina Singerman, d'Elina Colomer et de Delia Garcés. Il débute au cinéma en 1943. 
Une dizaine d'années plus tard, il devient célèbre auprès du public argentin en interprétant le jeune premier dans trois films avec Lolita Torres réalisés par Julio Saraceni : La mejor del colegio en 1953, La edad del amor en 1954 et Más pobre que una laucha en 1955. En 1958, il joue l'un des rôles principaux dans un film considéré comme un chef-d'œuvre du cinéma argentin : Rosaura à dix heures de Mario Soffici.
À partir de 1960, il joue dans des coproductions avec des pays européens. En 1962, il s'installe en Espagne. En 1965, il tourne dans Fata Morgana de Vicente Aranda, avant d'enchaîner les seconds rôles dans des films de genre. Dalbes fut, notamment, « l'un des vilains de prédilection » du cinéma d'espionnage européen des années 1960.  
En 1969, il produit, écrit et interprète un film que réalise Raúl Peña : Prana, un mélodrame qui, d'après Carlos Aguilar, témoigne de son intérêt pour les « doctrines ésotériques » (prāṇa est un mot sanskrit désignant le souffle vital, un « terme largement utilisé par les théosophes et par les adeptes de la philosophie hermétique du début des années 1900 » et « qui a donné son nom à la maison de production de Nosferatu - Eine Symphonie des Grauens »). 
En 1970, Dalbes entame une collaboration de trois ans avec Jess Franco, un cinéaste qui partage son goût pour l'ésotérisme. Leur collaboration, intensive, donne lieu à dix films qui sortiront en salles et à quatre films inachevés. Le cinéaste lui confie des rôles de personnages positifs, différents de ceux qui lui sont souvent attribués dans les films de genre qu'il tourne par ailleurs. Il interprète notamment le rôle de Thomas Renfield, un sbire qui devient bon par amour (dans Les Démons), et, à deux reprises, le rôle du docteur Seward (dans Dracula prisonnier de Frankenstein et dans Les Expériences érotiques de Frankenstein). C'est pendant cette période que Dalbes présente sa compagne, la danseuse cubaine Marisol Hernandez, à Franco. Entre 1972 et 1976, elle jouera sous le pseudonyme de Kali Hansa dans huit films achevés et deux inachevés du cinéaste, dont trois avec son compagnon : Un silencio de tumba et les inachevés El misterio del castillo rojo et Relax Baby. 
À partir de 1977, Dalbes met de côté sa carrière cinématographique pour s'occuper « d'une importante librairie internationale de Madrid ». Il meurt en 1983 des suites d'une crise cardiaque. 

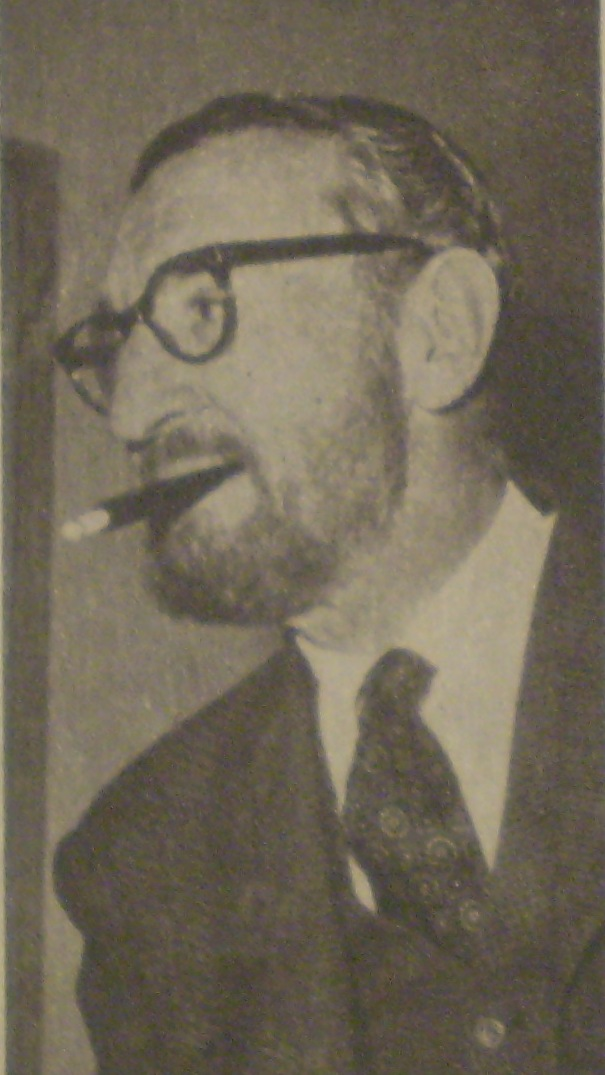
Le cinéaste Mario Soffici a réalisé trois films avec A. Dalbes, dont Rosaura à dix heures (1958).

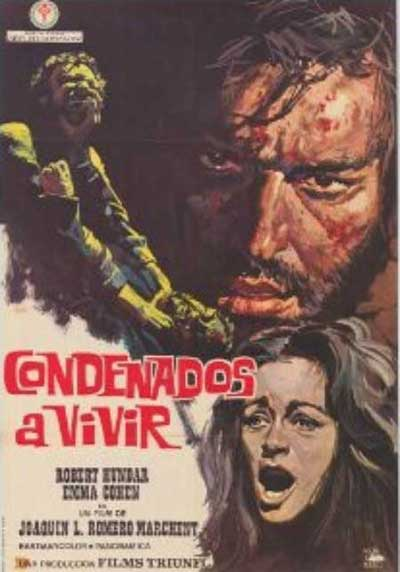
Affiche espagnole de Peu de secondes pour dire amen (1972), western écrit par S. Moncada et réalisé par J. L. Romero Marchent. Dalbes y interprète l'un des dangereux assassins qui sont escortés vers une prison.

## Filmographie
- 1943 : La juventud manda de Carlos F. Borcosque
- 1948 : Los secretos del buzón de Catrano Catrani
- 1948 : Juan Moreira de Luis Moglia Barth
- 1953 : La voz de mi ciudad de Tulio Demicheli
- 1953 : La mejor del colegio de Julio Saraceni
- 1953 : Ellos nos hicieron así de Mario Soffici
- 1953 : Una ventana a la vida de Mario Soffici
- 1954 : La edad del amor de Julio Saraceni
- 1955 : Vida nocturna de Leo Fleider (non crédité)
- 1955 : Más pobre que una laucha de Julio Saraceni
- 1955 : Canario rojo de Julio Porter
- 1958 : Rosaura à dix heures de Mario Soffici
- 1958 : El amor empieza en sábado de Victorio Aguado Candela
- 1960 : El bote, el río y la gente de Enrique Cahen Salaberry
- 1960 : Vacances en Argentine de Guido Leoni
- 1962 : Le Carnaval du crime de George Cahan
- 1962 : Su alteza la niña de Mariano Ozores (crédité sous le nom d'Alberto Dalvés)
- 1963 : El sol en el espejo de Antonio Román
- 1963 : Les morts ne pardonnent pas de Julio Coll
- 1963 : Operación: Embajada de Fernando Palacios
- 1963 : Couple interdit de José María Forqué
- 1964 : El salario del crimen de Julio Buchs
- 1964 : Billy le Kid de León Klimovsky
- 1965 : Fata Morgana de Vicente Aranda
- 1965 : Secuestro en la diudad de Luis María Delgado
- 1965 : Vivir al sol de Germán Lorente
- 1965 : Le Boeing décolle à seize heures de Silvio Amadio
- 1965 : 077 : Espionnage à Tanger de Gregg G. Tallas
- 1966 : Intrigue à Suez de Paolo Heusch
- 1966 : Objectif Hambourg, mission 083 de Sergio Bergonzelli
- 1966 : Mission secrète pour Lemmy Logan de Giorgio Stegani
- 1967 : Play-Boy de Enzo Battaglia (crédité sous le nom d'Alberto D'Albés)
- 1967 : Le Rayon infernal de Gianfranco Baldanello (crédité sous le nom d'Albert Dalbes)
- 1967 : La mujer de otro de Rafael Gil
- 1967 : Amor en el aire de Luis César Amadori
- 1968 : 7 uomini e un cervello de Rossano Brazzi (crédité sous le nom d'Alberto D'Alves)
- 1969 : Prana de Raúl Peña
- 1969 : Les Cent Fusils de Tom Gries
- 1969 : Mortelle Symphonie de Julio Buchs (crédité sous le nom d'Albert Dalbes)
- 1970 : Formule un / Paranoia de Umberto Lenzi
- 1970 : Les Libertines de Pierre Chenal (crédité sous le nom d'Albert Dalbes)
- 1970 : Week-end pour Elena de Julio Diamante
- 1970 : Juliette de Jess Franco (inachevé)
- 1970 : Le diable vint d'Akasawa de Jess Franco
- 1971 : La araucana de Julio Coll (crédité sous le nom d'Alberto Dalbés)
- 1971 : Dracula prisonnier de Frankenstein de Jess Franco
- 1972 : La Fille de Dracula de Jess Franco
- 1972 : Les Expériences érotiques de Frankenstein de Jess Franco
- 1972 : Les Démons de Clifford Brown (Jess Franco)
- 1972 : Un silencio de tumba de Jess Franco
- 1972 : El misterio del castillo rojo de Jess Franco (inachevé)
- 1972 : Peu de secondes pour dire amen de Joaquín Luis Romero Marchent
- 1972 : Pancho Villa d'Eugenio Martin
- 1972 : La Maison de la brume / Maniac Mansion de Francisco Lara Polop
- 1972 : Un capitaine de quinze ans de Jess Franco
- 1973 : Le Bossu de la morgue de Javier Aguirre
- 1973 : Relax Baby de Jess Franco (inachevé)
- 1973 : La noche de los asesinos de Jess Franco
- 1973 : Le Manoir du pendu / La casa del ahorcado de Jess Franco (inachevé)
- 1973 : Embrasse-moi / Kiss Me Killer de Roland Marceignac (Jess Franco)
- 1973 : Des frissons sous la peau / Tendre et perverse Emanuelle de J. P. Johnson (Jess Franco)
- 1974 : Juegos de sociedad de José Luis Merino
- 1975 : ¡Ya soy mujer! de Manuel Summers
- 1975 : L'Homme qui défia l'Organisation de Sergio Grieco (crédité sous le nom d'Albert Dalbes)
- 1976 : Cuando Conchita se escapa, no hay tocata de Luis María Delgado
- 1977 : Las desarraigadas de Francisco Lara Polop
- 1978 : El terrorista de Víctor Barrera
- 1980 : Todos me llaman Gato de Raúl Peña